# Списък с епизоди на „Спайдър-Мен и невероятните му приятели“
Това е списъкът с епизоди на анимационния сериал „Спайдър-Мен и невероятните му приятели“ с оригиналните дати на излъчване в САЩ и България.

### Сезон 1
| Номер | Заглавие                                                     | Общ преглед | Първо излъчване в САЩ | Първо излъчване в България |
| ----- | ------------------------------------------------------------ | --- | --------------------- | -------------------------- |
| 1     | Триумфът на Зеления Гоблин (The Triumph of the Green Goblin) | По време на бягството си от болница за психично болни, Норман Озборн се превръща в Зеления Гоблин и отвлича племенницата си от колежанско парти с костюми на супергерои.                               | 12 септември 1981 г.  | 13 март 2009 г.            |
| 2     | Престъплението на всички векове (The Crime of All Centuries) | Крейвън отвлича Огнена звезда и планира да пусне армия от динозаври. | 19 септември 1981 г.  | 16 март 2009 г.            |
| 3     | Фантастичния господин Фръмп (The Fantastic Mr. Frump)        | Когато едно от заклинанията му се проваля, Доктор Дуум придава на самотен старец фантастични сили, а той се опитва да ухажва леля Мей и причинява проблеми на Дуум и Приятелите на Спайдър-Мен.        | 26 септември 1981 г.  | 17 март 2009 г.            |
| 4     | Метеор (Sunfire)                                             | Огнена звезда се влюбва в Слънчев огън (в българското озвучаване е преведен като „Метеор“), японски супергерой, който е използван от курумпирания си чичо да пусне на свобода огнено чудовище в града. | 3 октомври 1981 г.    | 18 март 2009 г.            |
| 5     | Рояк (Swarm)                                                 | Рояка, извънземно същество, контролиращо кошер с пчели, започва да превръща гражданите на Ню Йорк в бръмчащи роби.                                                                                     | 10 октомври 1981 г.   | 19 март 2009 г.            |
| 6     | Седем малки супергерои (7 Little Superheroes)                | | 17 октомври 1981 г.   | 20 март 2009 г.            |
| 7     | Видеомен (Videoman)                                          | | 24 октомври 1981 г.   | 23 март 2009 г.            |
| 8     | Затворът (The Prison Plot)                                   | | 31 октомври 1981 г.   | 24 март 2009 г.            |
| 9     | Спайдър-Мен в Холивуд (Spidey Goes Hollywood)                | | 7 ноември 1981 г.     | 25 март 2009 г.            |
| 10    | Отмъщението на Локи! (The Vengeance of Loki!)                | | 14 ноември 1981 г.    | 26 март 2009 г.            |
| 11    | Рицари и демони (Knights and Demons)                         | | 21 ноември 1981 г.    | 27 март 2009 г.            |
| 12    | Пионките на Кингпин (Pawns of the Kingpin)                   | | 28 ноември 1981 г.    | 30 март 2009 г.            |
| 13    | Мисията на Червения череп (Quest of the Red Skull)           | | 5 декември 1981 г.    | 31 март 2009 г.            |

### Сезон 2
| Номер | Заглавие                                        | Общ преглед | Първо излъчване в САЩ | Първо излъчване в България |
| ----- | ----------------------------------------------- | ----------- | --------------------- | -------------------------- |
| 14    | Историята на Ледения (The Origin of The Iceman) |             | 18 септември 1982 г.  | 1 април 2009 г.            |
| 15    | Ето го и Паяка (Along Came Spidey)              |             | 2 октомври 1982 г.    | 2 април 2009 г.            |
| 16    | Роди се звезда (A Fire-Star Is Born)            |             | 25 септември 1982 г.  | 3 април 2009 г.            |

### Сезон 3
| Номер | Заглавие                                                                  | Общ преглед | Първо излъчване в САЩ | Първо излъчване в България |
| ----- | ------------------------------------------------------------------------- | ----------- | --------------------- | -------------------------- |
| 17    | Разкритият Спайдър-Мен (Spider-Man Unmasked!)                             |             | 1983 г.               | 6 април 2009 г.            |
| 18    | Булката на Дракула (The Bride of Dracula!)                                |             | 1983 г.               | 7 април 2009 г.            |
| 19    | Образованието на супергероя (The Education of a Superhero)                |             | 1983 г.               | 8 април 2009 г.            |
| 20    | Атаката на Арахноида (Attack of the Arachnoid)                            |             | 1983 г.               | 9 април 2009 г.            |
| 21    | Историята на Приятелите на Спайдър-Мен (The Origin of the Spider-Friends) |             | 1983 г.               | 10 април 2009 г.           |
| 22    | Момичето от бъдещето (Spidey Meets the Girl From Tomorrow)                |             | 1983 г.               | 13 април 2009 г.           |
| 23    | Приключението на мутантите (The X-Men Adventure)                          |             | 1983 г.               | 14 април 2009 г.           |
| 24    | Спасителна мисия (Mission: Save the GuardStar)                            |             | 1983 г.               | 15 април 2009 г.           |